# SKP Frýdek-Místek
SKP Frýdek-Místek je frýdecko-místecký mužský házenkářský klub. Je dlouhodobým úspěšným účastníkem nejvyšší domácí soutěže.
V roce 2003 se stal mistrem republiky, na druhém místě se umístil v letech 1999, 2000, 2001, 2002 a 2005.

## Umístění od roku 2009
- 2009/2010 - 11. místo
- 2010/2011 - 8. místo
- 2011/2012 - 9. místo
- 2012/2013 - 9. místo
- 2013/2014 - 6. místo
- 2014/2015 - 8. místo
- 2015/2016 - 8. místo
- 2016/2017 - 5. místo
- 2017/2018 - 8. místo